# Lacq
Lacq è un comune francese di 718 abitanti situato nel dipartimento dei Pirenei Atlantici nella regione della Nuova Aquitania. Il 1 gennaio 2024 ha incorporato il comune di Urdès.

## Società

### Evoluzione demografica
Abitanti censiti